# Пођо Сан Ромуалдо (Анкона)
Пођо Сан Ромуалдо (итал. Poggio San Romualdo) насеље је у Италији у округу Анкона, региону Марке.
Према процени из 2011. у насељу је живело 41 становника. Насеље се налази на надморској висини од 939 м.